# Ancyluris formosissima
Ancyluris formosissima är en fjärilsart som beskrevs av William Chapman Hewitson 1870. Ancyluris formosissima ingår i släktet Ancyluris och familjen Riodinidae. Inga underarter finns listade i Catalogue of Life.

## Bildgalleri

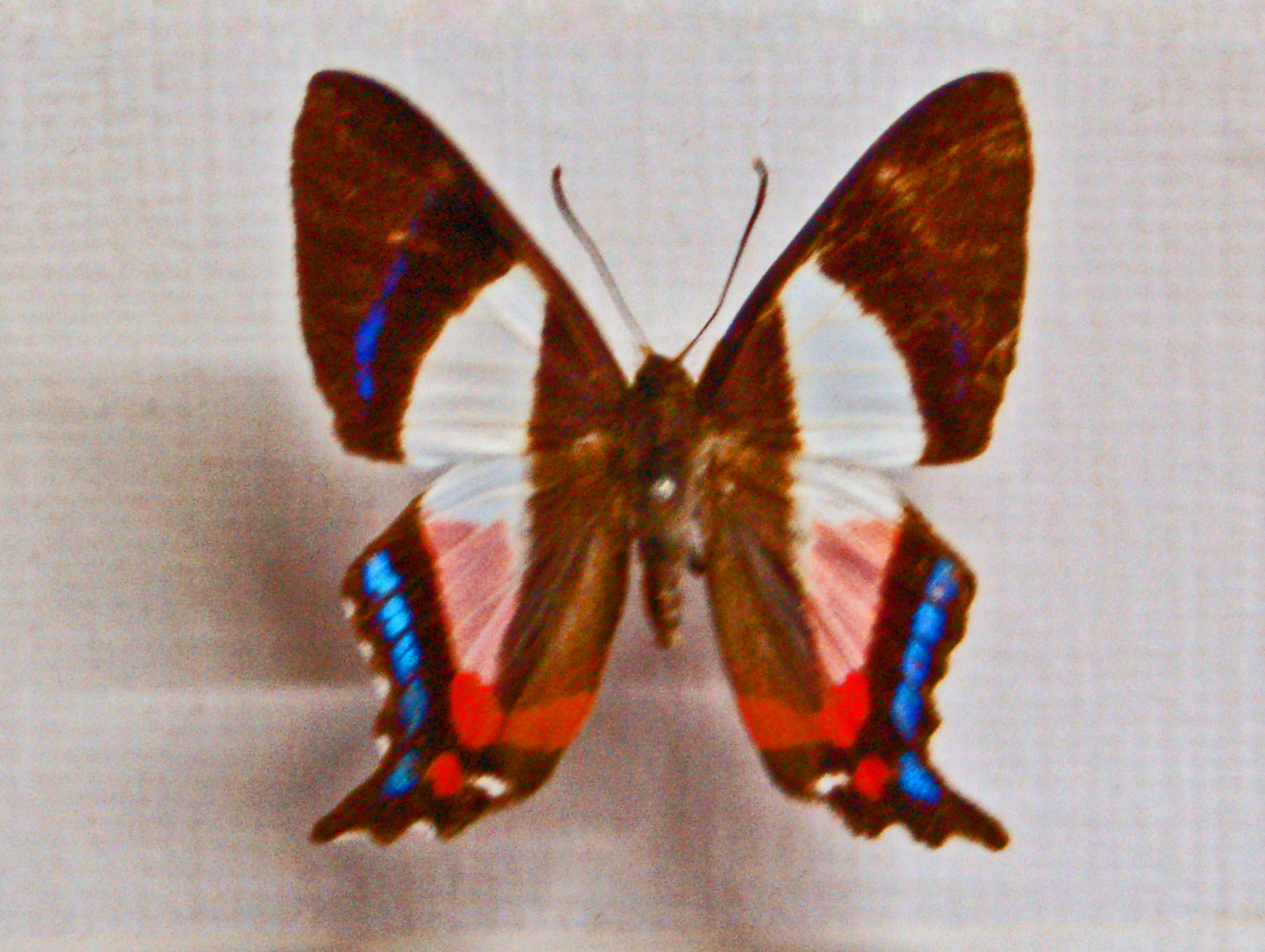
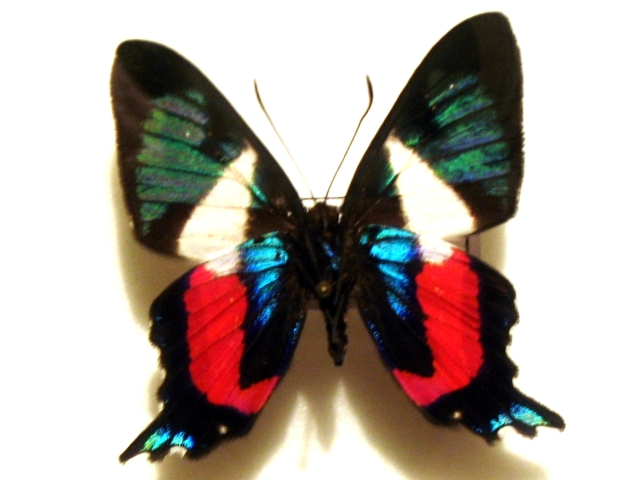
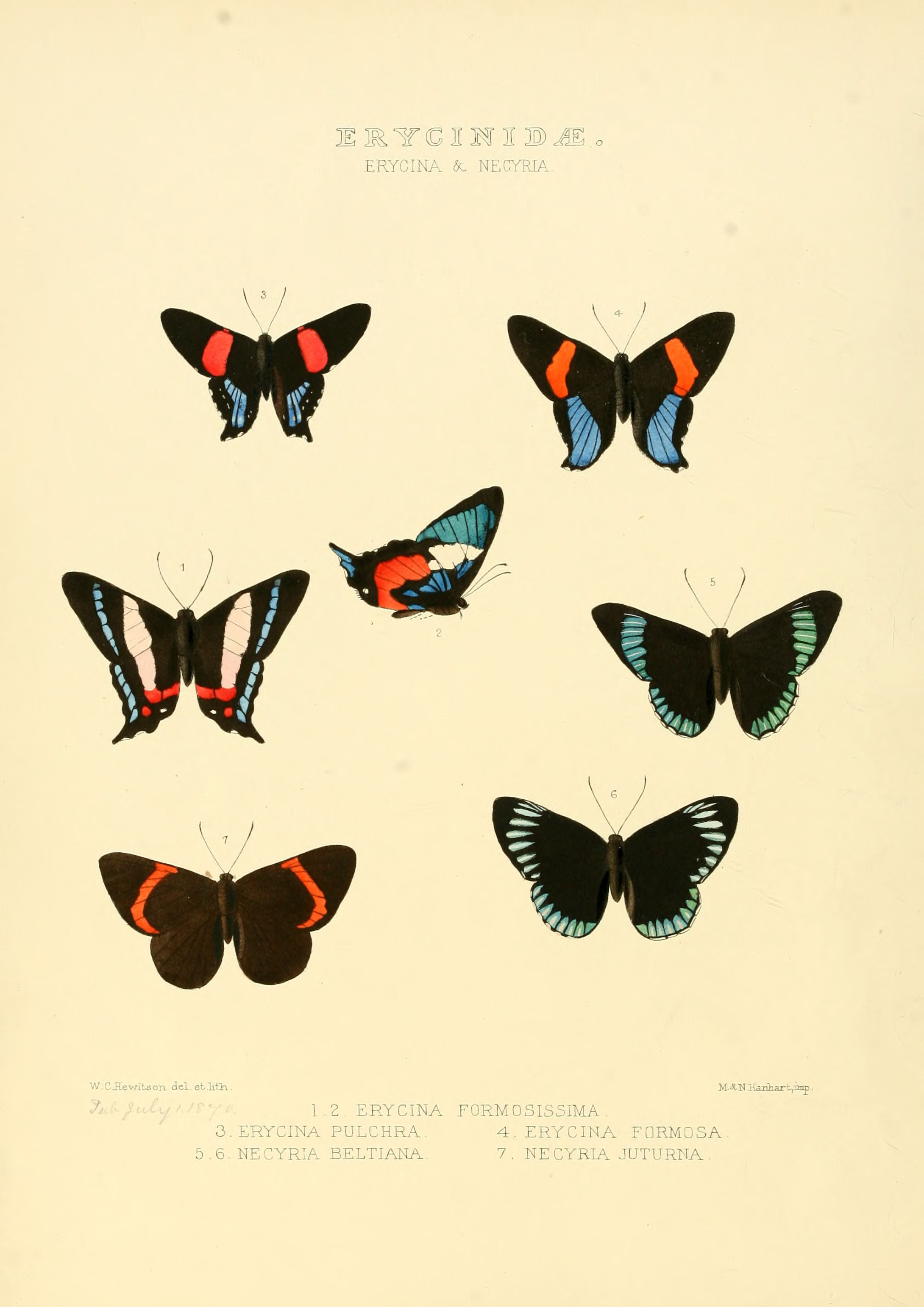